# Flawil
Flawil est une commune suisse du canton de Saint-Gall, située dans la circonscription électorale de Wil.

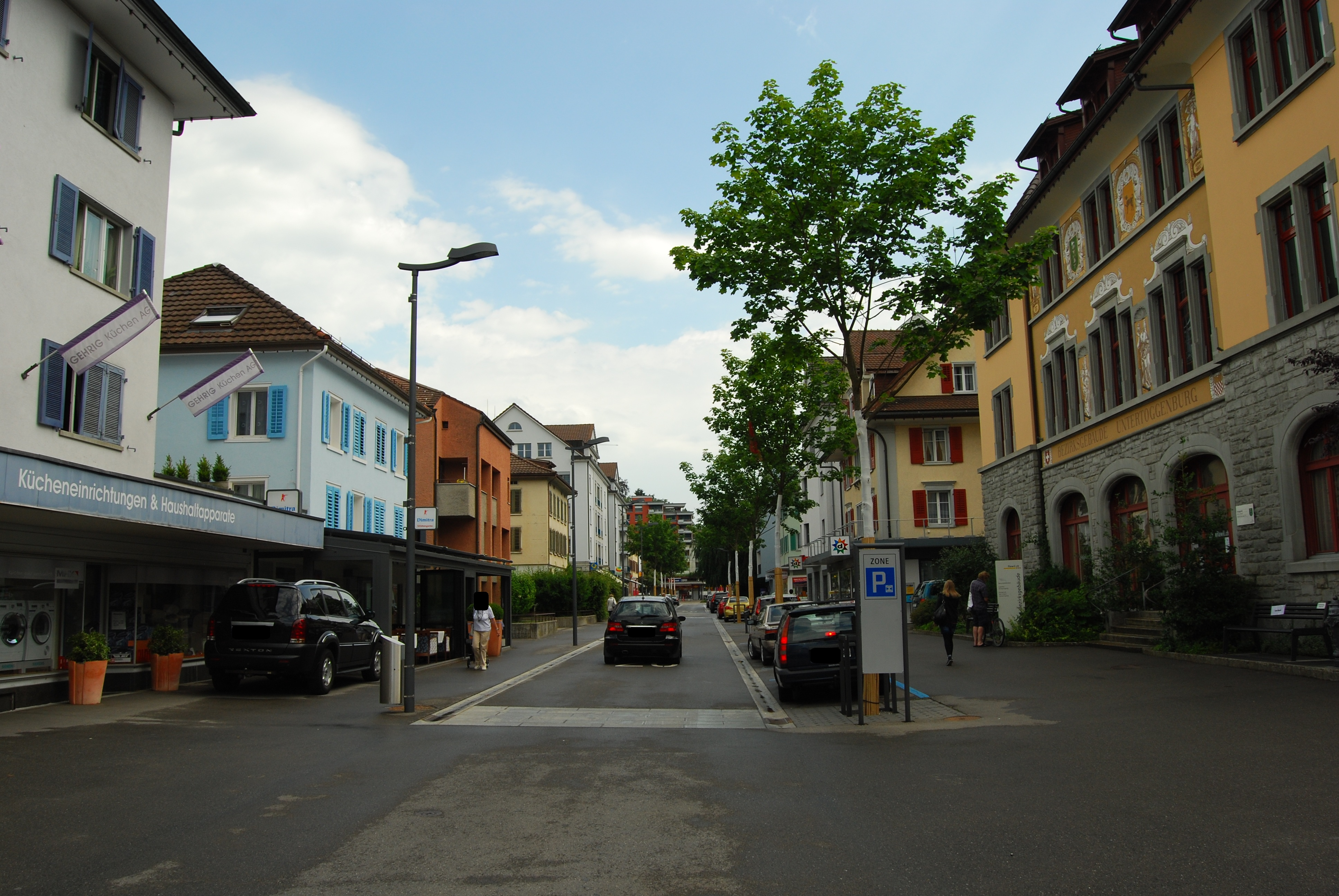
Flawil - Bahnhofstrasse.

Photo aérienne prise à 100m par Walter Mittelholzer (1920).

## Économie
- Chocolaterie Munz (Maestrani)[3],[4].
- Pansements médicaux Flawa.

## Jumelage
- Isny im Allgäu (Allemagne) depuis 1997

## Culture et patrimoine

### Héraldique
| Blason | Blasonnement : Echiqueté d'argent et de gueules au pal d'or. |

### Personnalités
- Ernst Stahel (1896-1986), physicien, y est né ;
- Mathias Seger (1977-), joueur de hockey
- Belinda Bencic (1997-), joueuse de tennis
- Gino Mäder (1997-2023), coureur cycliste